# Rio Chée
O rio Chée é um rio que corre nos departamentos de Meuse e Marne, em França. É afluente do rio Saulx
Da nascente à foz, passa sucessivamente pelas seguintes comunas:
- Departamento de Meuse: Les Hauts-de-Chée, Rembercourt-Sommaisne, Louppy-le-Château, Villotte-devant-Louppy, Laheycourt, Noyers-Auzécourt, Nettancourt, Brabant-le-Roi, Revigny-sur-Ornain
- Departamento de Marne: Vroil, Bettancourt-la-Longue, Alliancelles, Heiltz-le-Maurupt, Jussecourt-Minecourt, Heiltz-l'Évêque, Outrepont, Changy, Merlaut, Vitry-en-Perthois